# Acritopappus pintoi
Acritopappus pintoi là một loài thực vật có hoa trong họ Cúc. Loài này được Bautista & D.J.N.Hind mô tả khoa học đầu tiên năm 2000.